# Keerderberggroeven

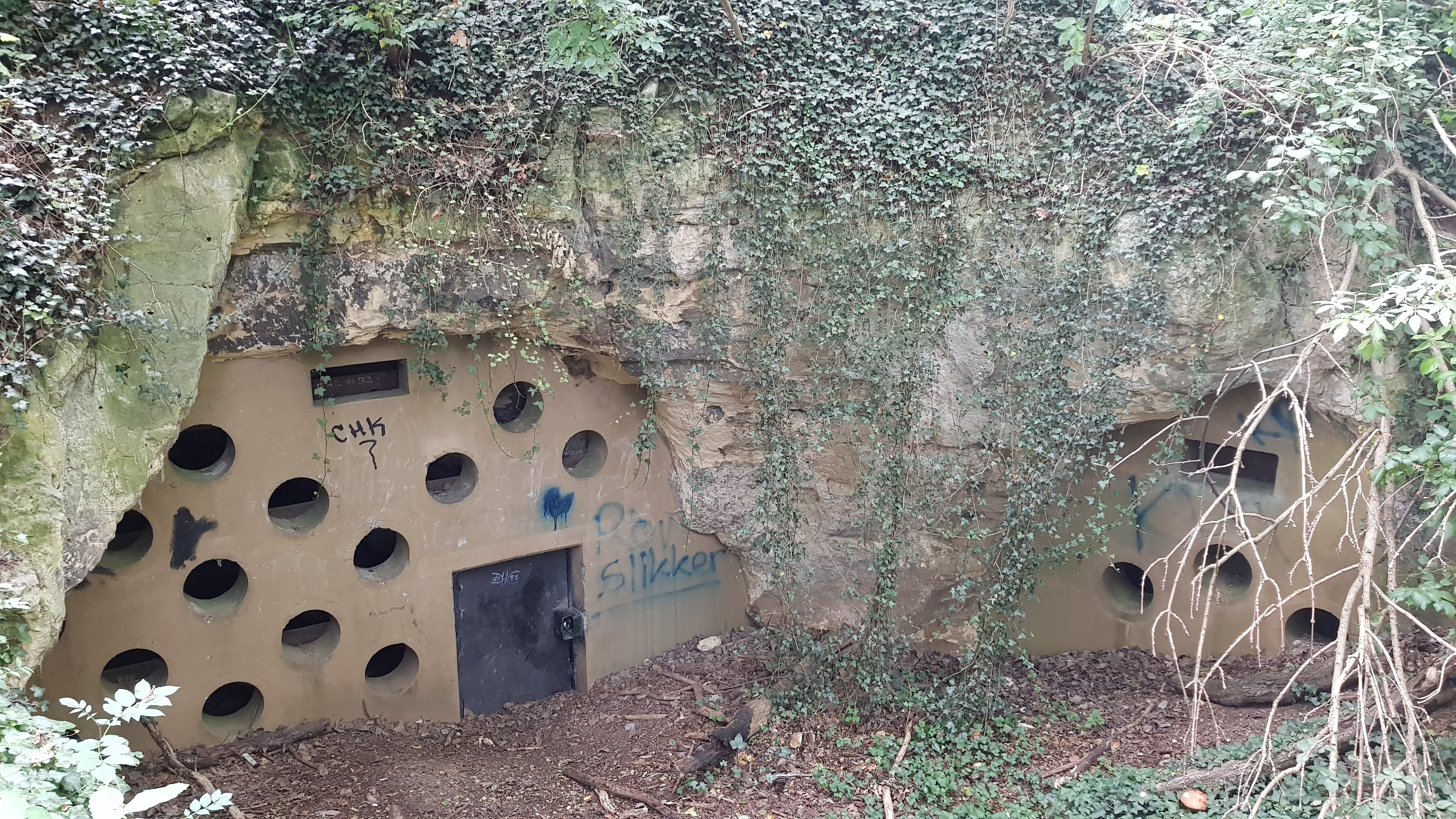
de ingang van Keerderberggroeve (zuiden)

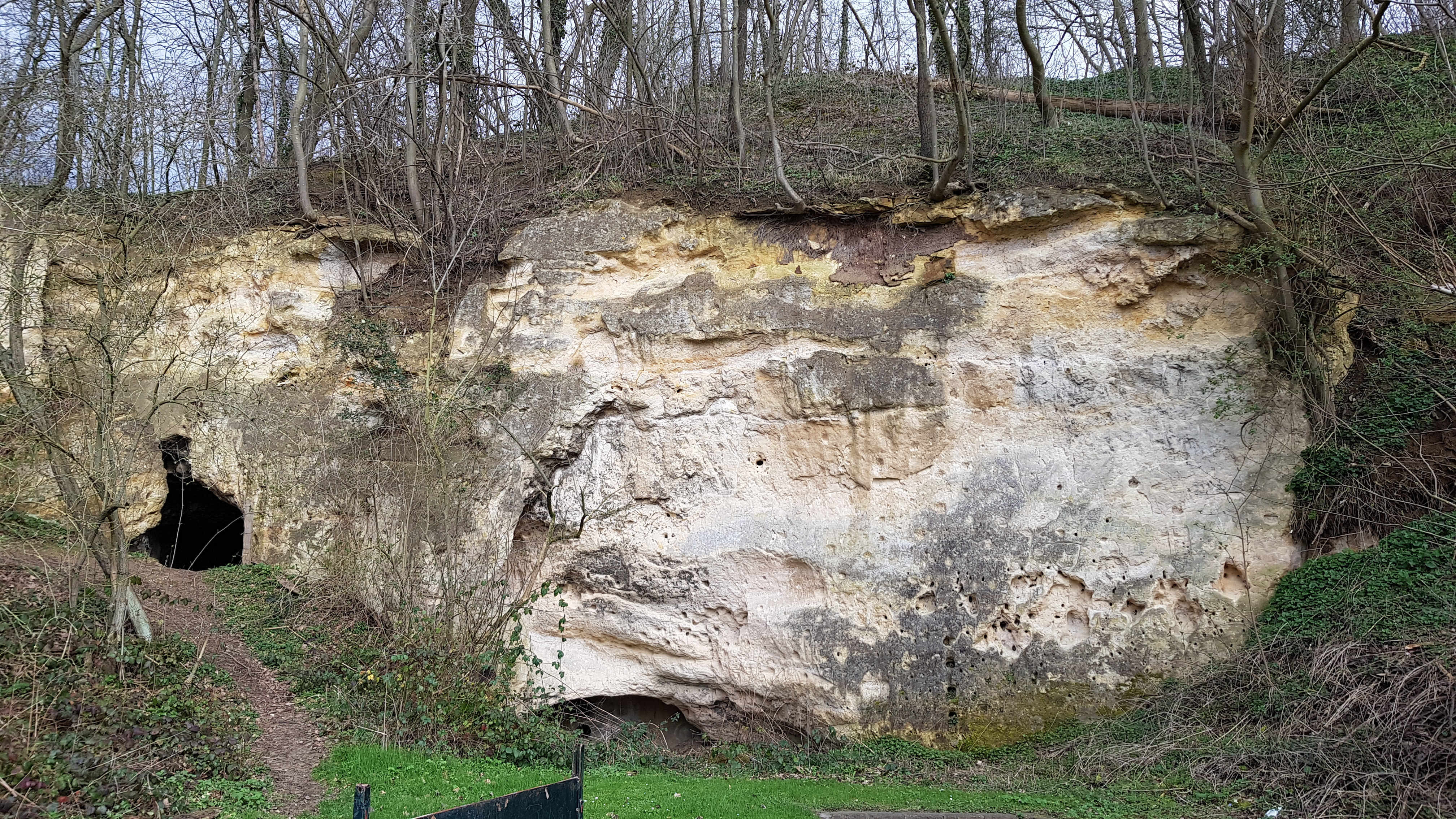
de ingang van Keerderberggroeve (noorden). Links de ingang van de Keerderberggroeve-tussen. Rechts de ingang van de Keerderberggroeve-midden.

De Keerderberggroeven zijn Limburgse mergelgroeven bij Cadier en Keer in de Nederlandse gemeente Eijsden-Margraten. De ondergrondse gangenstelsels liggen in de Keerderberg in het meest noordelijke deel van het Savelsbos. De groeven liggen aan de westelijke rand van het Plateau van Margraten in de overgang naar het Maasdal. Ter plaatse duikt het plateau een aantal meter steil naar beneden.
Op ongeveer 500 meter naar het noorden ligt de Heerderberggroeve op het Landgoed Heerdeberg en ongeveer 300 meter naar het zuiden liggen de Mosterdberggroeve Noord en Mosterdberggroeve Zuid.
Ten westen van de groeven is een kunstmatig vlak terrein ontstaan doordat de helling tussen 1914 en 1915 werd weggegraven ten behoeve van mergelwinning in dagbouw. Hierdoor werden de vier gangenstelsels die oorspronkelijk één geheel vormden van elkaar gescheiden. Op de plek van de oorspronkelijke ingangspartij bevindt zich nu een vlak grasveld, gedeeltelijk omgeven door begroeide kalksteenwanden, waar de ingangen van de vier groeven zich in bevinden.
De ontginning van kalksteen (mergel) is op deze plek begonnen in het midden van de 17e eeuw en eindigde aan het begin van de 20e eeuw. De laatste mijnbouwactiviteiten werden zowel ondergronds als bovengronds (in dagbouw) uitgevoerd.
De ingangen van de groeven zijn dichtgemaakt, maar zodanig dat vleermuizen de groeves als huisvesting kunnen gebruiken.

## Geschiedenis
De groeve(n) werd(en) door blokbrekers ontgonnen voor de winning van kalksteenblokken.
In augustus 1993 waren twee jongens van 15 en 17 jaar verdwaald in de Keerderberggroeve-midden. Na drie weken werden hun lichamen in de groeve gevonden. Na dit ongeval werden de (vleermuis)gaten in de muren die de ingangen afsluiten verkleind omdat de oorspronkelijke gaten voor sommige (jonge) mensen groot genoeg waren om doorheen te kruipen.

## Groeven
De oorspronkelijke Keerderberggroeve bestaat nu uit vier groeven die ieder één of meerdere eigen ingangen hebben: de Keerderberggroeve-noord, Keerderberggroeve-tussen, Keerderberggroeve-midden en Keerderberggroeve-zuid.De groeven vormden oorspronkelijk één geheel.  
De Keerderberggroeve-noord is een kleine groeve die afmetingen heeft van 30 meter bij 50 meter, verspreid over enkele ruimtes.Coördinaten: 180.320 / 315.750
De Keerderberggroeve-tussen is een klein stelsel dat deels boven de Keerderberggroeve-noord en deels boven de Keerderberggroeve-midden ligt.
De Keerderberggroeve-midden is een grote groeve met een oppervlakte van 6 hectare. Coördinaten: 180.370 / 315.680
De Keerderberggroeve-zuid heeft enkele gangen die elkaar kruisen en heeft aan de zuidzijde en westzijde een ingang. De groeve heeft afmetingen van 80 meter bij 30 meteren ligt iets hoger dan de Keerderberggroeve-midden en Keerderberggroeve-noord. Coördinaten: 180.400 / 315.625
Achter de Keerderberggroeve-tussen waren tot begin jaren negentig in het bovenliggende landschap enkele dolines te zien. Deze werden veroorzaakt door uitgelopen aardpijpen in het oude linkerdeel van Keerderberggroeve-midden. Na het ongeval in 1993 werden deze verzakkingen opgevuld. Op ongeveer 100 meter van de noordelijke groeve-ingang bevindt zich ook een grindgroeve.

## Geologie
Volgens W.M. Felder liggen de groeven in het hoogste deel van de Kalksteen van Nekum.